# Голдберг, Адель Ева
Адел Ива Гольдберг (англ. Adele Eva Goldberg; 9 ноября 1963) — американский лингвист и когнитивный психолог, один из наиболее видных представителей направления, известного под названием грамматика конструкций.

## Биография
В 1992 году защитила Ph. D. в Калифорнийском университете в Беркли. В разные годы работала и преподавала в различных американских университетах. С 2004 года — профессор лингвистики и адъюнкт-профессор психологии в Принстонском университете. Знала корейский.

## Научная деятельность
Автор более 50 публикаций по синтаксису английского и других языков, психологии языка, теории грамматики. Монография (Goldberg 1995), переведённая также на японский и корейский языки, является наиболее авторитетным на сегодняшний день введением в грамматику конструкций. Исследования Гольдберг ориентированы прежде всего на выявление параллелей между функционированием языка и другими когнитивными процессами.

### Основные работы
- Constructions at Work: the nature of generalization in language. Oxford University Press, 2006.
- Constructions: A Construction Grammar Approach to Argument Structure. University of Chicago Press, 1995.